# Liste de batailles impliquant l'Afrique du Sud
Cette page recense les principales batailles ayant impliqué l'Afrique du Sud au cours de son histoire.

## XIXesiècle
- Bataille de Gqokli Hill
- Bataille de la Mhlatuze
- Bataille de Dithakong
- Bataille du Ndolowane Hill
- Bataille de Vegkop
- Bataille de eGabeni
- Bataille du mont Thaleni
- Bataille de la Tugela
- Bataille de Veglaer
- Bataille de Blood River
- Combat de Mthonjaneni
- Bataille du Lubuya
- Bataille d'amaQongqo
- Bataille de Congella
- Bataille de l'Amatola
- Bataille de Gwanga
- Bataille de Burns Hill
- Bataille de Boomplaats
- Bataille de Viervoet
- Bataille de Berea (en)
- Bataille de 'Ndondakusuka
- Bataille de Centane
- Bataille de l'Inyezane
- Bataille d'Isandhlwana
- Bataille de Rorke's Drift
- Siège d'Eshowe
- Bataille de la Ntombe
- Bataille de Hlobane
- Bataille de Kambula
- Bataille de Gingindlovu
- Bataille d'Ulundi
- Bataille de Bronkhorstspruit
- Bataille de Laing's Nek
- Bataille d'Ingogo
- Combat de Rooihuiskraal
- Bataille de Majuba Hill
- Bataille de la Msebe
- Bataille d'oNdini
- Bataille de Tshaneni
- Bataille de Ceza
- Bataille d'Ivuna
- Bataille de Hlophekhulu
- Bataille de Doornkop
- Bataille de Kraaipan
- Bataille de Talana
- Bataille d'Elandslaagte
- Bataille de Rietfontein
- Bataille de Nicholson's Nek
- Combat de Pepworth Hill
- Bataille de Ladysmith
- Bataille de Belmont (1899)
- Bataille de Graspan
- Bataille de Modder River
- Bataille de Stormberg
- Bataille de Magersfontein
- Bataille de Colenso

## XXesiècle
- Siège de Ladysmith
- Bataille de Spion Kop
- Bataille de Vaal Krantz
- Bataille de Worcester Hill
- Bataille de Paardeberg
- Libération de Ladysmith
- Bataille de Poplar Grove
- Bataille de Driefontein
- Prise de Bloemfontein
- Bataille de Sanna's Post
- Bataille de Mostertshoek
- Siège de Jammerbergdrif
- Bataille de Wet River
- Bataille de Sand River
- Bataille de Biddulphsberg
- Bataille de Lindley
- Prise de Pretoria
- Bataille de Diamond Hill
- Bataille de Majuba Hill
- Bataille de Bergendal
- Bataille de Leliefontein
- Bataille d'Elands River
- Bataille de Groenkop
- Bataille de Tweebosch
- Bataille de Rooiwal
- Bataille des gorges de la Mome
- Bataille de Sandfontein
- Bataille de Gibeon
- Bataille de Salaita
- Bataille du pont 14
- Bataille de Cuito Cuanavale